# NGC 4492
NGC 4492 هي مجرة حلزونية تبعد حوالي 90 مليون سنة ضوئية تقع في كوكبة العذراء تم اكتشافها من قبل عالم الفلك ويليام هيرشيل في 28 ديسمبر 1785. تم اكتشافه ايضاً من قبل عالم الفلك أرنولد شواسمان في 23 يناير 1900، وتم إدراجه باسم IC 3438. NGC 4492 تقع في اتجاه كتلة العذراء. غير أنها لا تعتبر عضوا في المجموعة.

## الخصائص الفيزيائية
NGC 4492 لديه انتفاخ كبير نسبيا في حين تظهر علامات ضعف هيكل الحلزونة. وتحدد الأسلحة الحلزونية أيضا بواسطة ممرات الغبار بين النجوم.

## عضوية مجموعة العذراء
NGC 4492 مدرجة في كتالوج مجموعة عنقود العذراء المجري كا VCC 1330. ومع ذلك، فإن تقدير المسافة للمجرة تضعها في مكان بعيد عن مركز الكتلة. أيضا تشير السرعة الإشعاعية لها بأنها لا ترتبط جاذبيتها إلى مجموعة عنقود العذراء المجري ولكن تتوسع بعيدا عنها. ولذلك ليست عضوا في مجموعة عنقود العذراء المجري ولكنها بديلة عن المجرة الخلفية.

## وصلات خارجية
- NGC 4492 على موقع ويكي سكاي: DSS2, SDSS, GALEX, IRAS, Hydrogen α, X-Ray, Astrophoto, Sky Map, Articles and images